# Liste der Kulturdenkmäler in Lehrbach
Die folgende Liste enthält die in der Denkmaltopographie ausgewiesenen Kulturdenkmäler auf dem Gebiet des Ortsteils Lehrbach der  Stadt Kirtorf, Vogelsbergkreis, Hessen.
Hinweis: Die Reihenfolge der Denkmäler in dieser Liste orientiert sich an der Anschrift, alternativ ist sie auch nach der Bezeichnung, der vom Landesamt für Denkmalpflege vergebenen Nummer oder der Bauzeit sortierbar.
Kulturdenkmäler werden fortlaufend im Denkmalverzeichnis des Landes Hessen durch das Landesamt für Denkmalpflege Hessen auf Basis des Hessischen Denkmalschutzgesetzes (HDSchG) geführt. Die Schutzwürdigkeit eines Kulturdenkmals hängt nicht von der Eintragung in das Denkmalverzeichnis des Landes Hessen oder der Veröffentlichung in der Denkmaltopographie ab.

Die Bau- und Kunstdenkmäler hat das Landesamt für Denkmalpflege Hessen in sogenannten Arbeitslisten erfasst. Den Arbeitslisten liegen Erkenntnisse aus Akten, Ortsbegehungen und Denkmalinventaren, jedoch keine neuere systematische Forschung, zugrunde. Die Benehmensherstellung mit der Gemeinde gemäß § 11 Abs. 1 HDSchG ist noch nicht erfolgt.
Das Vorhandensein oder Fehlen eines Objekts in dieser Liste ist keine rechtsverbindliche Auskunft darüber, ob es Kulturdenkmal ist oder nicht: Diese Liste entspricht möglicherweise nicht dem aktuellen Stand der offiziellen Denkmaltopographie. Diese ist für Hessen in den entsprechenden Bänden der Denkmaltopographie Bundesrepublik Deutschland und im Internet unter DenkXweb – Kulturdenkmäler in Hessen einsehbar. Auch diese Quellen sind, obwohl sie durch das Landesamt für Denkmalpflege Hessen aktualisiert werden, nicht immer aktuell, da es im Denkmalbestand immer wieder Änderungen gibt.
Eine verbindliche Auskunft erteilt allein das Landesamt für Denkmalpflege Hessen.
Nutze diese Kartenansicht, um Koordinaten in der Liste zu setzen. In dieser Kartenansicht sind Kulturdenkmale ohne Koordinaten mit einem roten bzw. orangen Marker dargestellt und können in der Karte gesetzt werden. Kulturdenkmale ohne Bild sind mit einem blauen bzw. roten Marker gekennzeichnet, Kulturdenkmale mit Bild mit einem grünen bzw. orangen Marker.
| Bild                                   | Bezeichnung                                      | Lage                                                                   | Beschreibung | Bauzeit                  | Objekt-Nr. |
| -------------------------------------- | ------------------------------------------------ | ---------------------------------------------------------------------- | --- | ------------------------ | ---------- |
| Bild gesucht BW                        | Gefallenendenkmal und Grabmäler auf dem Friedhof | Am Kirtorferbergsweg 10 LageFlur: 1, Flurstück: 8/1                    | |                          | 813642     |
| Bild gesucht BW                        | Brücke über die Gleen                            | Bergstraße (ohne Nummer) LageFlur: 1, Flurstück: 162, 190              | |                          | 813680     |
| Bild gesucht BW                        |                                                  | Bergstraße 3 LageFlur: 1, Flurstück: 129/1                             | |                          | 814186     |
| Bild gesucht BW                        |                                                  | Bergstraße 9 LageFlur: 1, Flurstück: 123                               | |                          | 813679     |
| Bild gesucht BW                        |                                                  | Bergstraße 10 LageFlur: 1, Flurstück: 87                               | |                          | 813646     |
| Bild gesucht BW                        |                                                  | Bergstraße 11 LageFlur: 1, Flurstück: 122/4                            | |                          | 814189     |
| Bild gesucht BW                        |                                                  | Bergstraße 12/14 LageFlur: 1, Flurstück: 81/6, 84/3                    | |                          | 814185     |
| Bild gesucht BW                        |                                                  | Hauptstraße (ohne Nummer) LageFlur: 21, Flurstück: 82                  | |                          | 814188     |
| Bild gesucht BW                        | Erdkeller                                        | Hauptstraße 9 LageFlur: 1, Flurstück: 24/1                             | |                          | 814187     |
| Bild gesucht BW                        | Erdkeller                                        | Hauptstraße 11 LageFlur: 1, Flurstück: 22                              | |                          | 813678     |
| Bild gesucht BW                        |                                                  | Hauptstraße 14 LageFlur: 1, Flurstück: 64/1                            | |                          | 814135     |
| Bild gesucht BW                        | Erdkeller                                        | Hauptstraße 15 LageFlur: 1, Flurstück: 19                              | |                          | 814190     |
| weitere Bilder                         | Evangelische Kirche                              | Hauptstraße 15 LageFlur: 1, Flurstück: 19                              | Erhaltener Chor des spätgotischen Vorgängerbaus aus dem Jahr 1499. Der Neuaufbau wurde als neugotische Saalkirche mit eingezogenem Chor im Süden und dreiseitigem Abschluss durchgeführt. An seiner Westseite wurde eine Kapelle angebaut und im Norden wurde der Kirchturm dem Kirchenschiff vorgelagert. Kulturdenkmal aus geschichtliche, künstlerischen und städtebaulichen Gründen. | 1895/96                  | 814141     |
| Bild gesucht BW                        |                                                  | Hauptstraße 22 LageFlur: 1, Flurstück: 59                              | |                          | 813643     |
| Bild gesucht BW                        |                                                  | Hauptstraße 24 LageFlur: 1, Flurstück: 58                              | |                          | 814133     |
| Villenartiges Wohnhaus, Hauptstraße 37 | Sogenanntes „Schloss“ mit Nebengebäuden und Park | Hauptstraße 37, An der Burg LageFlur: 1, Flurstück: 4/1, 4/3, 4/4, 4/5 | |                          | 813645     |
| weitere Bilder                         | Burg und Kirche Lehrbach                         | Hauptstraße 41 LageFlur: 1, Flurstück: 3, 4/5                          | Dreigeschossige Ruine einer hochmittelalterlichen Wasserburg mit erhaltenem Eingangsbereich, Resten der Umfassungsmauer und Resten des dreistöckigen Palas mit Portal, Kamin, Fenstern und Staffelgiebel. Kulturdenkmal aus geschichtlichen, künstlerischen und wissenschaftlichen Gründen.                                                                                              | 1180                     | 814191     |
| Bild gesucht BW                        | Sogenanntes „Försterhaus“                        | Hauptstraße 43 LageFlur: 1, Flurstück: 2                               | |                          | 814136     |
| Bild gesucht BW                        |                                                  | Hauptstraße 44 LageFlur: 1, Flurstück: 46/1                            | |                          | 814138     |
| Bild gesucht BW                        | Hofgut                                           | Hauptstraße 45 LageFlur: 1, Flurstück: 1/1                             | |                          | 814183     |
| Bild gesucht BW                        | Pfarrhaus                                        | Hauptstraße 50 LageFlur: 1, Flurstück: 38                              | |                          | 813644     |
| Bild gesucht BW                        |                                                  | Hauptstraße 54 LageFlur: 1, Flurstück: 35/1                            | |                          | 814134     |
| Bild gesucht BW                        |                                                  | Hauptstraße 56 LageFlur: 1, Flurstück: 34/1                            | |                          | 813677     |
| Bild gesucht BW                        |                                                  | Hauptstraße 56a LageFlur: 1, Flurstück: 144/1                          | |                          | 814137     |
| Bild gesucht BW                        |                                                  | Hauptstraße 58 LageFlur: 1, Flurstück: 147/3                           | |                          | 938663     |
| Bild gesucht BW                        |                                                  | Hauptstraße 64 LageFlur: 1, Flurstück: 156                             | |                          | 938664     |
| Kirchenstumpf Folkertshain             | Kirchenstumpf Folkertshain                       | Im Kirchenstumpf (ohne Nummer) LageFlur: 6, Flurstück: 1/2             | Ein Rest einer kleinen Kirche aus einem Hauptraum mit einer Breite von 6,5 m und einer Länge von 9 m mit einem quadratischen Chorraum der eine Abmessung von ca. 4,4 × 4,7 m aufwies. Kulturdenkmal aus geschichtlichen und wissenschaftlichen Gründen. | 13. oder 14. Jahrhundert | 938661     |
| Bild gesucht BW                        | Alte und mittlere Kirschbrücke                   | Klein (Gleen), Gewässer LageFlur: 15, Flurstück: 66                    | |                          | 938662     |
| Bild gesucht BW                        | Brücke über die Gleen beim Schmitthof            | Klein (Gleen), Gewässer LageFlur: 14, Flurstück: 12/1                  | |                          | 938657     |
| Bild gesucht BW                        | Brücke über die Gleen, sogenannte „Neue Brücke“  | L 3072 LageFlur: 20, Flurstück: 50/7                                   | |                          | 938658     |
| weitere Bilder                         | Sachgesamtheit Schmitthof                        | Schmitthof 1 LageFlur: 14, Flurstück: 1/4                              | Eine Burganlage an der Stelle einer Dorfwüstung von Reissdorf. Sie besteht aus einem Wohnhaus, einer Umfassungsmauer mit vier Ecktürmen, von denen drei erhalten sind und einem verfüllten Wassergraben. Kulturdenkmal aus geschichtlichen, künstlerischen und wissenschaftlichen Gründen.                                                                                               | 1538                     | 814130     |
| Bild gesucht BW                        | Ehemalige Teichmühle                             | Teichmühle 1 LageFlur: 20, Flurstück: 40/4                             | |                          | 938660     |
| Bild gesucht BW                        | Denkmal für Carl August Graf von Schaumburg      | Unterwald (ohne Nummer) LageFlur: 5, Flurstück: 1/1                    | |                          | 938659     |